# Pèrcids

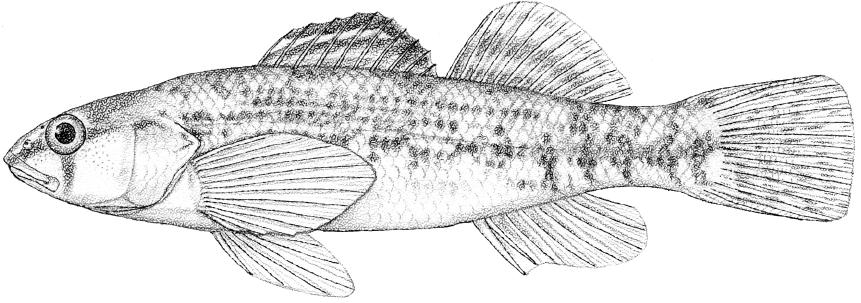
Etheostoma spectabile

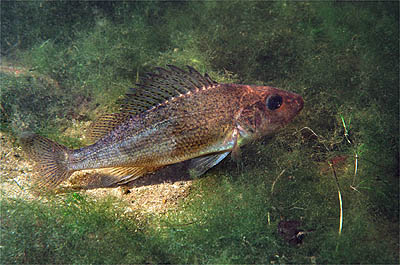
Gymnocephalus cernuus

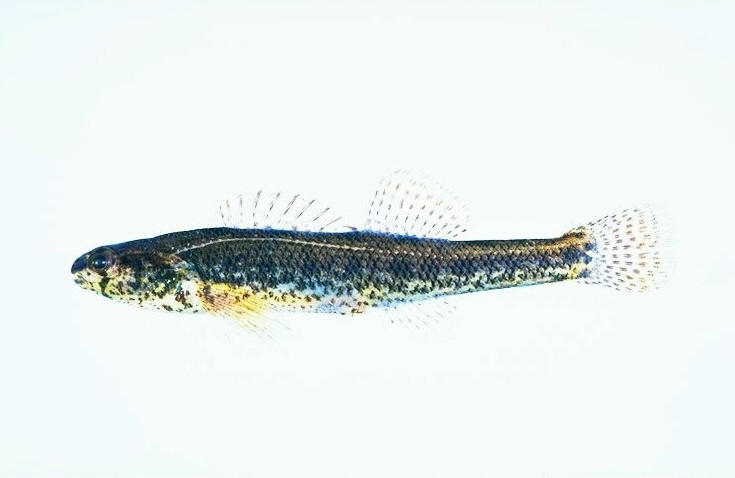
Etheostoma fusiforme

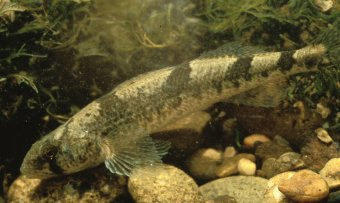
Percina tanasi

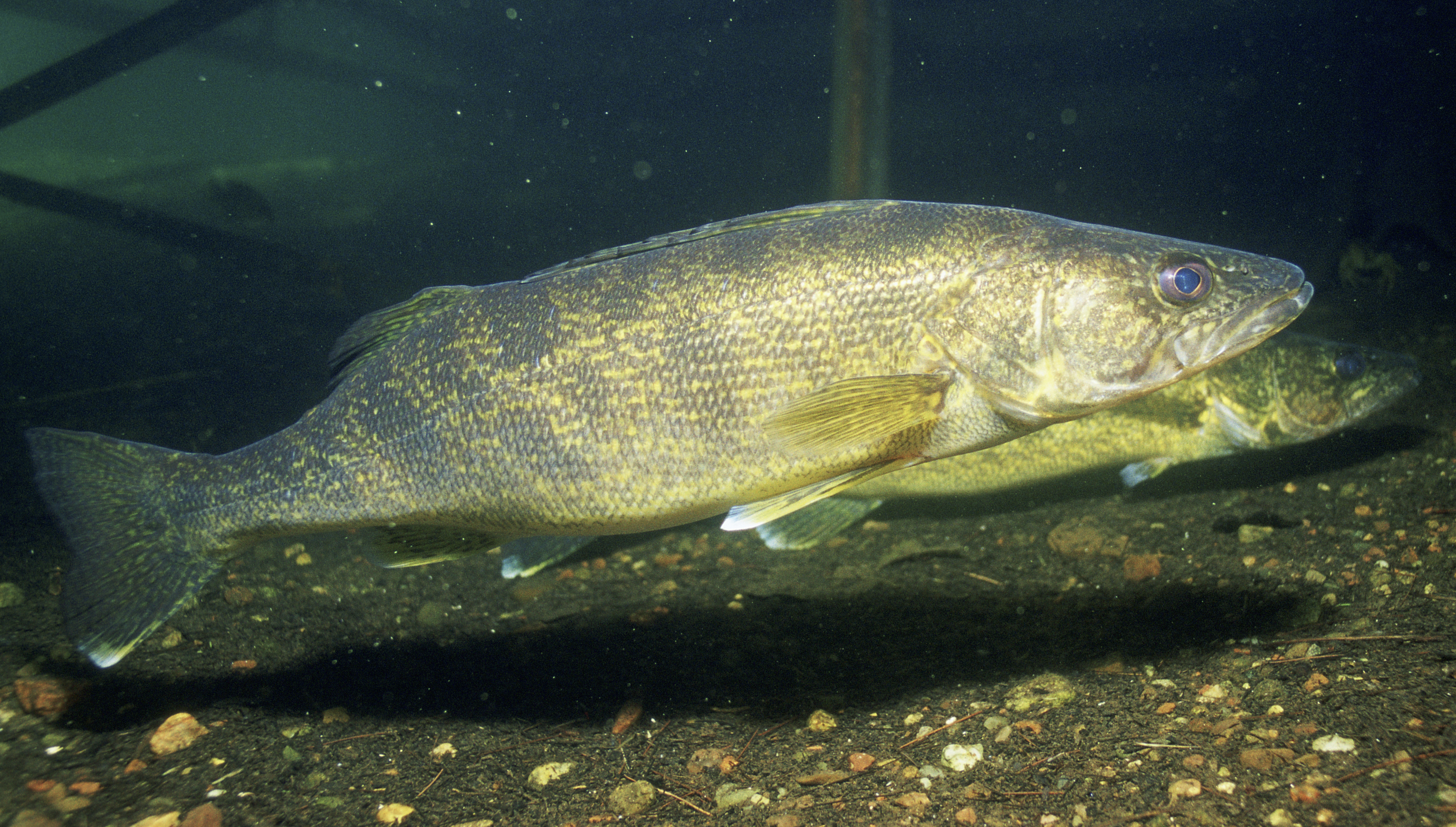
Sander vitreus

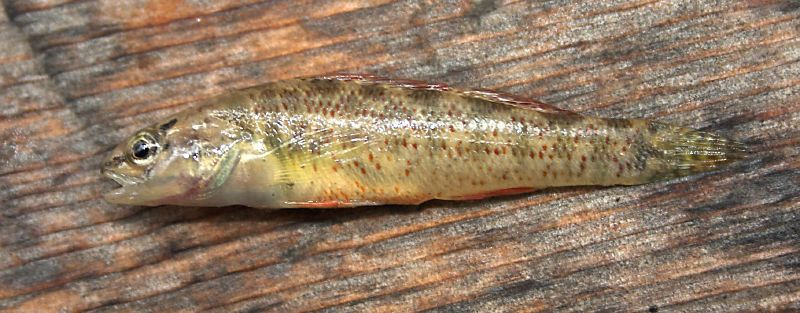
Etheostoma grahami

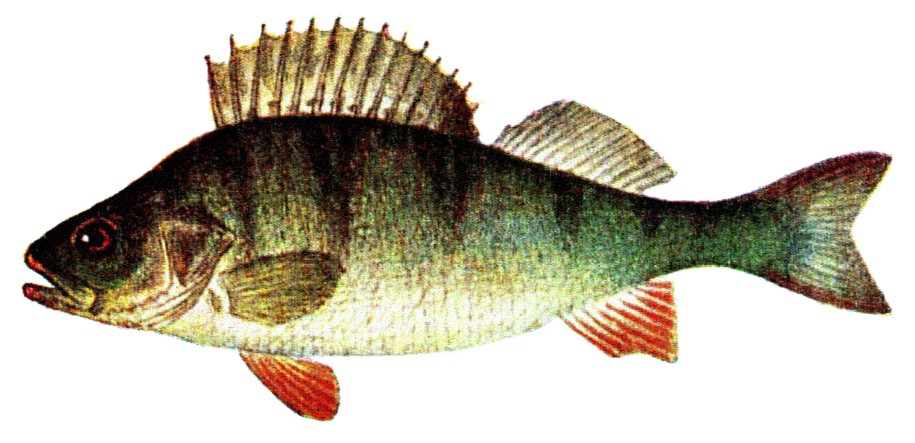
Perca fluviatilis

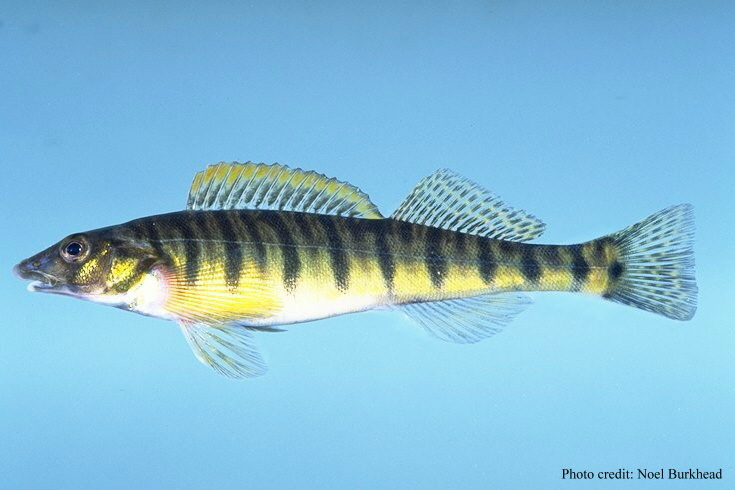
Percina kathae

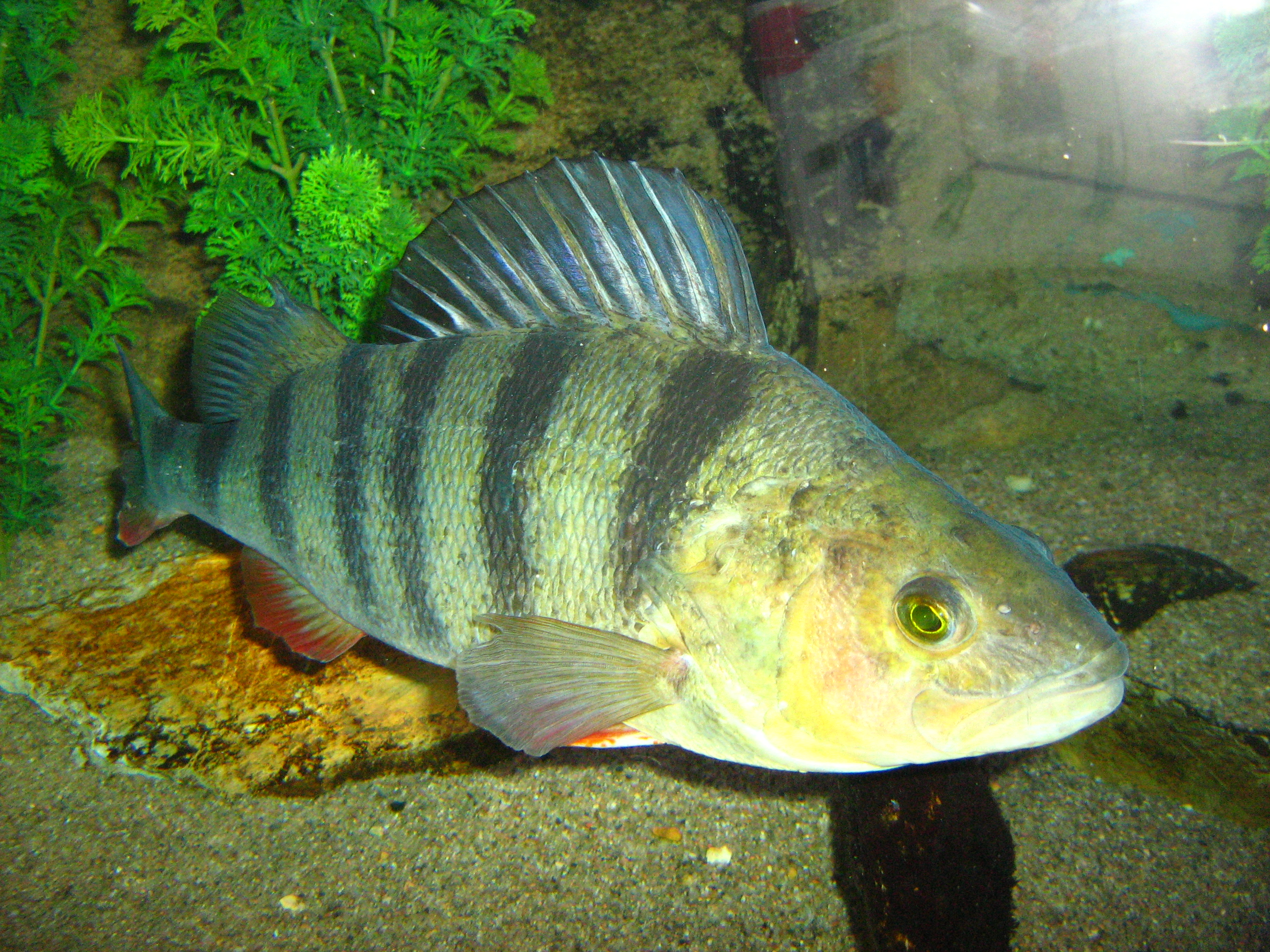
Perca fluviatilis

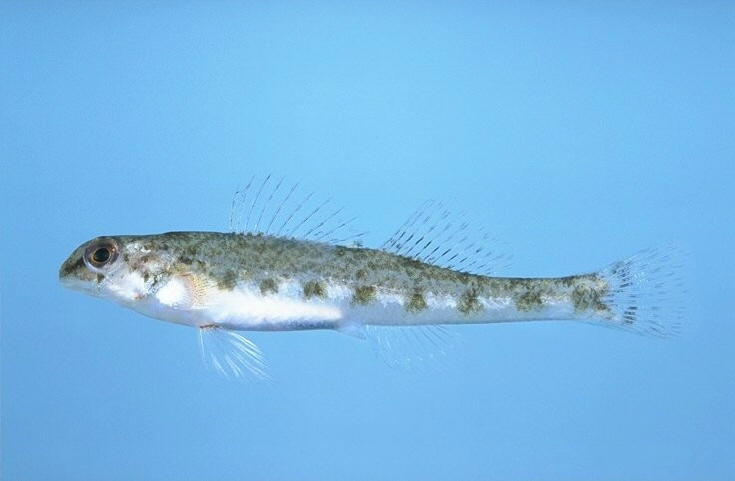
Etheostoma colorosum

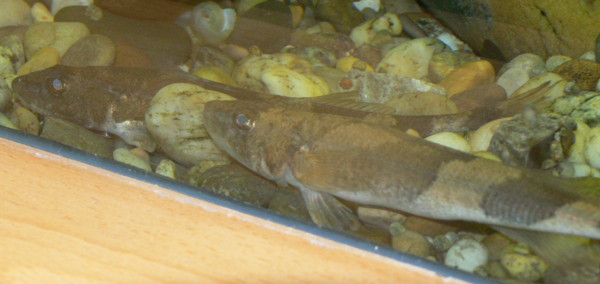
Zingel streber

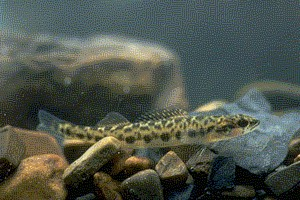
Percina pantherina

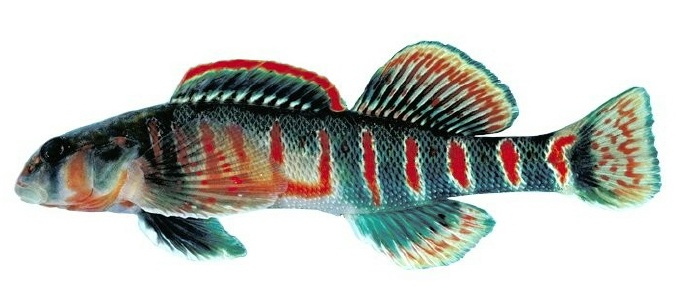
Etheostoma osburni

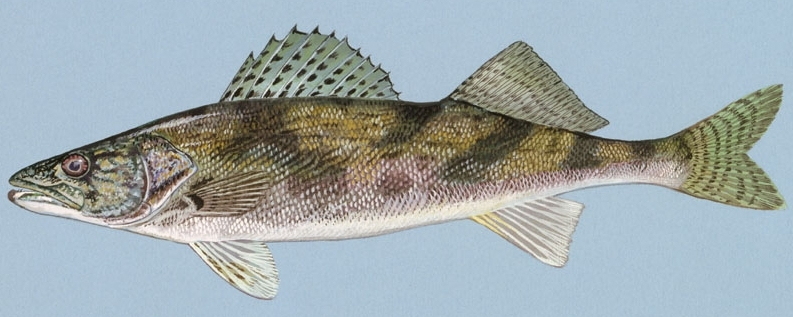
Sander canadensis

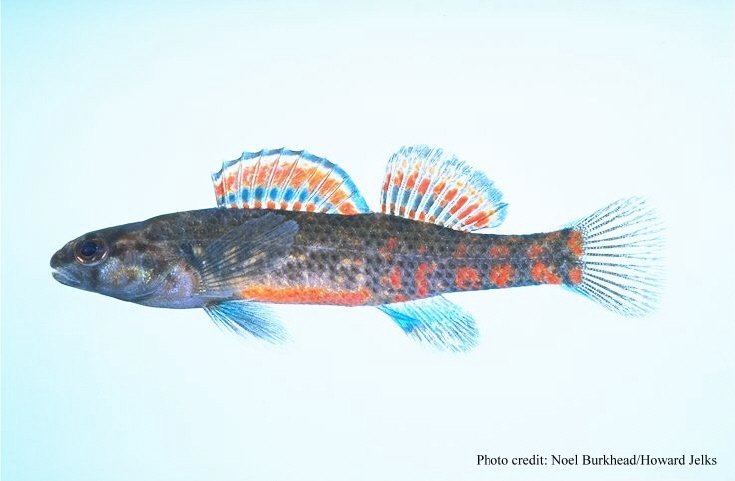
Etheostoma swaini

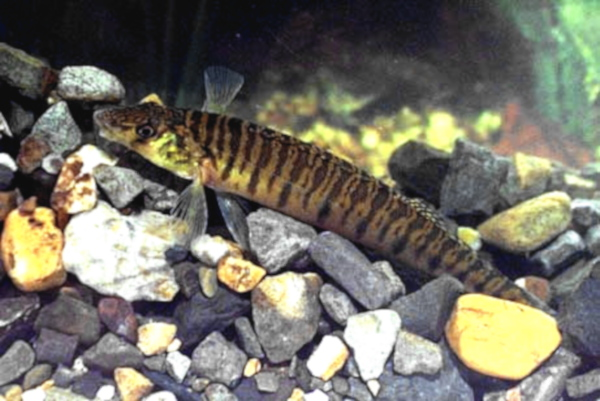
Percina caprodes

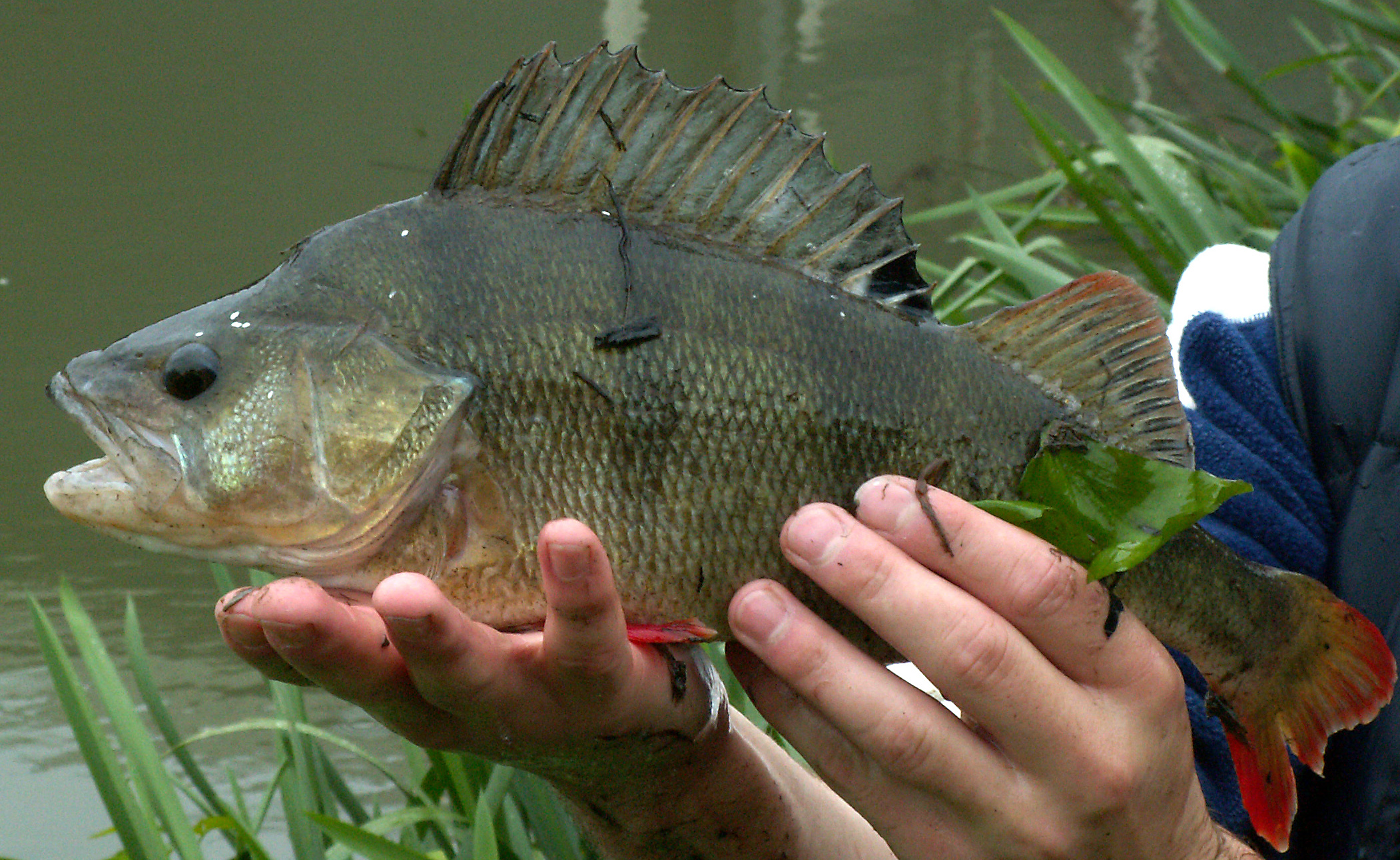
Perca fluviatilis capturada a Utrecht (Països Baixos).

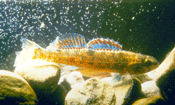
Etheostoma nuchale

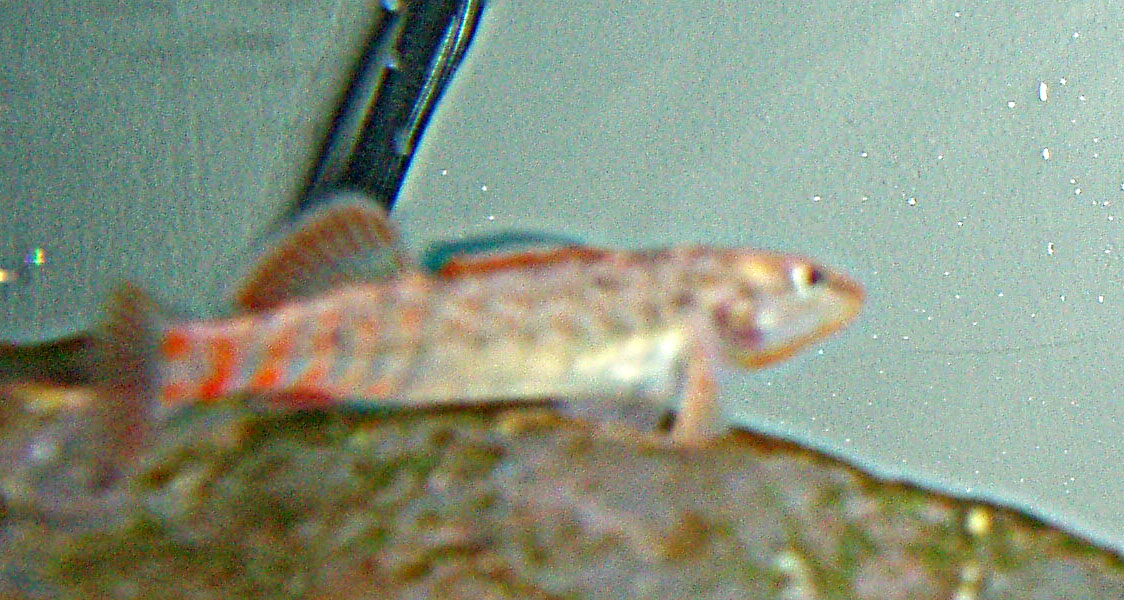
Etheostoma caeruleum

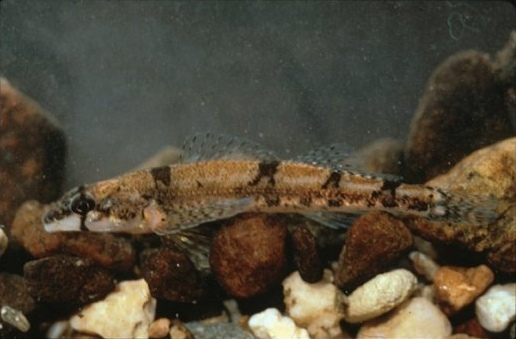
Percinus antesella

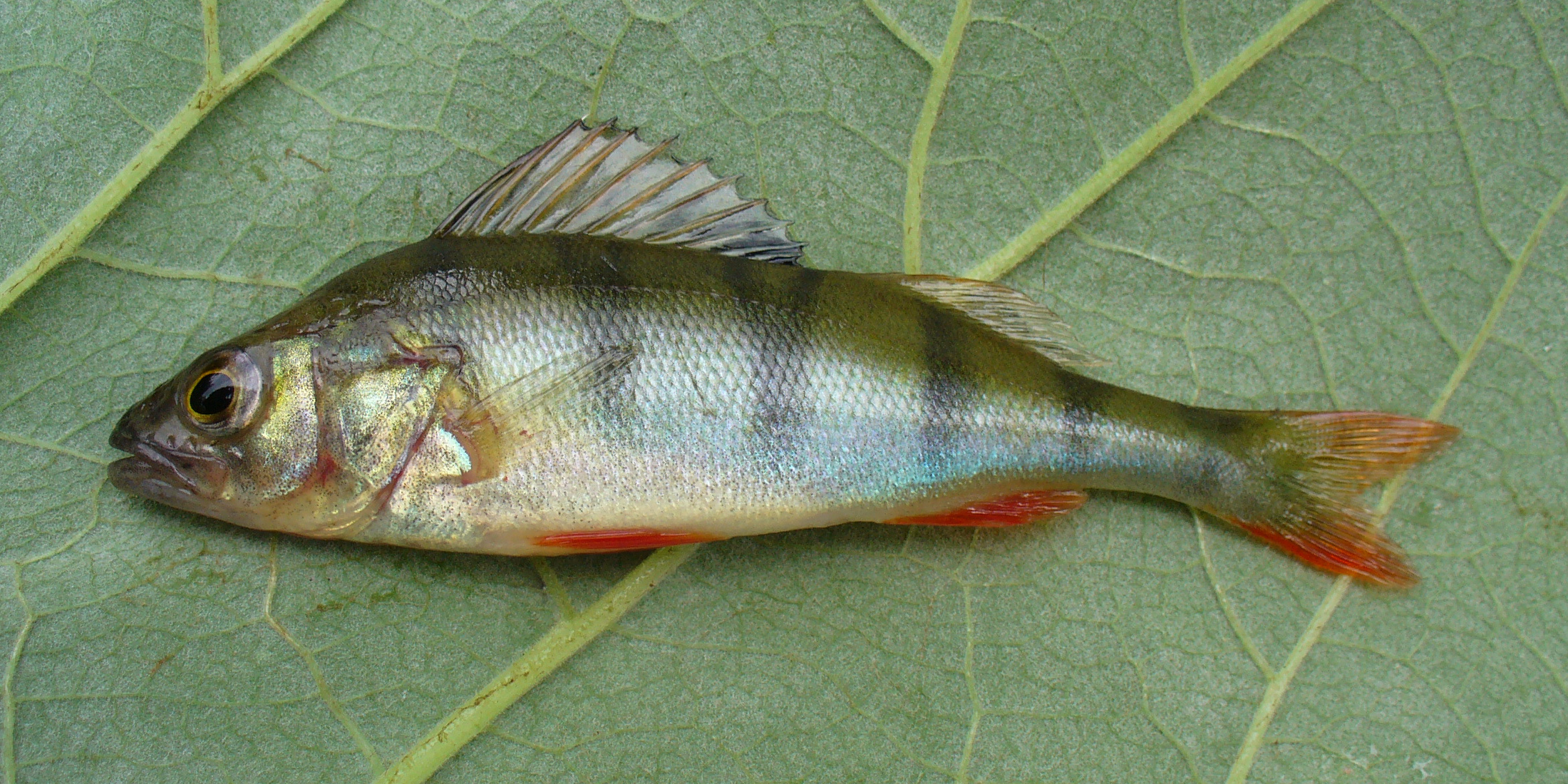
Perca fluviatilis

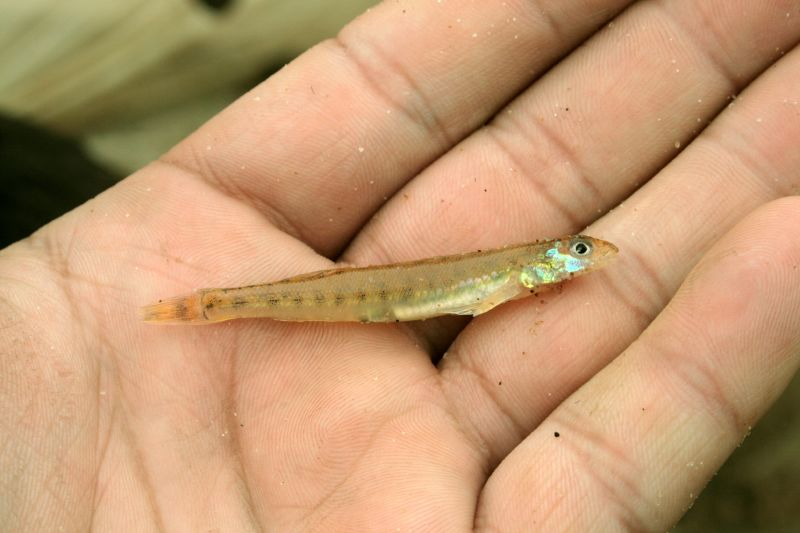
Ammocrypta vivax del riu Sabine (Texas, els Estats Units)

Els pèrcids (Percidae) constitueixen una família de peixos actinopterigis de l'ordre dels perciformes.

## Morfologia
- Tenen dues aletes dorsals, l'anterior de les quals té 9 radis espinosos.
- Els flancs són argentats.
- La bufeta natatòria no es troba comunicada amb el budell.
- Entre 32-50 vèrtebres segons l'espècie.
- Longitud màxima de 90 cm.[2]

## Hàbitat
Viuen en aigües dolces i salades.

## Distribució geogràfica
Es troben a l'hemisferi nord.

## Gèneresiespècies
- Gènere Ammocrypta (Jordan, 1877)[4]
  - Ammocrypta beanii (Jordan, 1877)[5]
  - Ammocrypta bifascia (Williams, 1975)[6]
  - Ammocrypta clara (Jordan & Meek, 1885)[7]
  - Ammocrypta meridiana (Williams, 1975)[8]
  - Ammocrypta pellucida (Agassiz, 1863)[9]
  - Ammocrypta vivax (Hay, 1882)[10]
- Gènere Crystallaria[11]
  - Crystallaria asprella (Jordan, 1878)[12]
  - Crystallaria cincotta (Welsh & Wood, 2008)[13]
- Gènere Etheostoma[14]
  - Etheostoma acuticeps (Bailey, 1959)
  - Etheostoma aquali (Williams & Etnier, 1978)
  - Etheostoma artesiae (Hay, 1881)
  - Etheostoma asprigene (Forbes, 1878)
  - Etheostoma atripinne (Jordan, 1877)
  - Etheostoma australe (Jordan, 1889)
  - Etheostoma baileyi (Page & Burr, 1982)
  - Etheostoma barbouri (Kuehne & Small, 1971)
  - Etheostoma barrenense (Burr & Page, 1982)
  - Etheostoma basilare (Page, Hardman & Near, 2003)
  - Etheostoma bellator (Suttkus & Bailey, 1993)
  - Etheostoma bellum (Zorach, 1968)
  - Etheostoma bison (Ceas & Page, 1997)
  - Etheostoma blennioides (Rafinesque, 1819)
  - Etheostoma blennius (Gilbert & Swain, 1887)
  - Etheostoma boschungi (Wall & Williams, 1974)
  - Etheostoma brevirostrum (Suttkus & Etnier, 1991)
  - Etheostoma burri (Ceas & Page, 1997)
  - Etheostoma caeruleum (Storer, 1845)
  - Etheostoma camurum (Cope, 1870)
  - Etheostoma cervus (Powers & Mayden, 2003)
  - Etheostoma chermocki (Boschung, Mayden & Tomelleri, 1992)
  - Etheostoma chienense (Page & Ceas, 1992)
  - Etheostoma chlorobranchium (Zorach, 1972)
  - Etheostoma chlorosoma (Hay, 1881)
  - Etheostoma chuckwachatte (Mayden & Wood, 1993)
  - Etheostoma cinereum (Storer, 1845)
  - Etheostoma collettei (Birdsong & Knapp, 1969)
  - Etheostoma collis (Hubbs & Cannon, 1935)
  - Etheostoma colorosum (Suttkus & Bailey, 1993)
  - Etheostoma coosae (Fowler, 1945)
  - Etheostoma corona (Page & Ceas, 1992)
  - Etheostoma cragini (Gilbert, 1885)
  - Etheostoma crossopterum (Braasch & Mayden, 1985)
  - Etheostoma davisoni (Hay, 1885)
  - Etheostoma denoncourti (Stauffer & van Snik, 1997)
  - Etheostoma derivativum (Page, Hardman & Near, 2003)
  - Etheostoma ditrema (Ramsey & Suttkus, 1965)
  - Etheostoma douglasi (Wood & Mayden, 1993)
  - Etheostoma duryi (Henshall, 1889)
  - Etheostoma edwini (Hubbs & Cannon, 1935)
  - Etheostoma etnieri (Bouchard, 1977)
  - Etheostoma etowahae (Wood & Mayden, 1993)
  - Etheostoma euzonum (Hubbs & Black, 1940)
  - Etheostoma exile (Girard, 1859)
  - Etheostoma flabellare (Rafinesque, 1819)
  - Etheostoma flavum (Etnier & Bailey, 1989).
  - Etheostoma fonticola (Jordan & Gilbert, 1886)
  - Etheostoma forbesi (Page & Ceas, 1992)
  - Etheostoma fragi (Distler, 1968)
  - Etheostoma fricksium (Hildebrand, 1923)
  - Etheostoma fusiforme (Girard, 1854)
  - Etheostoma gracile (Girard, 1859)
  - Etheostoma grahami (Girard, 1859)
  - Etheostoma gutselli (Hildebrand, 1932)
  - Etheostoma histrio (Jordan & Gilbert, 1887)
  - Etheostoma hopkinsi (Fowler, 1945)
  - Etheostoma inscriptum (Jordan & Brayton, 1878)
  - Etheostoma jessiae (Jordan & Brayton, 1878)
  - Etheostoma jordani (Gilbert, 1891)
  - Etheostoma juliae (Meek, 1891)
  - Etheostoma kanawhae (Raney, 1941)
  - Etheostoma kantuckeense (Ceas & Page, 1997)
  - Etheostoma kennicotti (Putnam, 1863)
  - Etheostoma lachneri (Suttkus & Bailey, 1994)
  - Etheostoma lawrencei (Ceas & Burr, 2002)
  - Etheostoma lepidum (Baird i Girard, 1853)
  - Etheostoma longimanum (Jordan, 1888).
  - Etheostoma lugoi (Norris & Minckley, 1997)
  - Etheostoma luteovinctum (Gilbert & Swain, 1887)
  - Etheostoma lynceum (Hay, 1885)
  - Etheostoma maculatum (Kirtland, 1841)
  - Etheostoma mariae (Fowler, 1947)
  - Etheostoma microlepidum (Raney & Zorach, 1967)
  - Etheostoma microperca (Jordan & Gilbert, 1888)
  - Etheostoma moorei (Raney & Suttkus, 1964)
  - Etheostoma neopterum (Howell & Dingerkus, 1978)
  - Etheostoma nianguae (Gilbert i Meek, 1887)
  - Etheostoma nigripinne (Braasch & Mayden, 1985).
  - Etheostoma nigrum (Rafinesque, 1820)
  - Etheostoma nuchale (Howell & Caldwell, 1965)
  - Etheostoma obeyense (Kirsch, 1892)
  - Etheostoma okaloosae (Fowler, 1941)
  - Etheostoma olivaceum (Braasch & Page, 1979)
  - Etheostoma olmstedi (Storer, 1842)
  - Etheostoma oophylax (Ceas & Page, 1992)
  - Etheostoma osburni (Hubbs & Trautman, 1932)
  - Etheostoma pallididorsum (Distler & Metcalf, 1962)
  - Etheostoma parvipinne (Gilbert & Swain, 1887)
  - Etheostoma percnurum (Jenkins, 1994)
  - Etheostoma perlongum (Hubbs & Raney, 1946)
  - Etheostoma phytophilum (Bart & Taylor, 1999)
  - Etheostoma podostemone (Jordan & Jenkins, 1889)
  - Etheostoma pottsii (Girard, 1859)
  - Etheostoma proeliare (Hay, 1881)
  - Etheostoma pseudovulatum (Page & Ceas, 1992)
  - Etheostoma punctulatum (Agassiz, 1854)
  - Etheostoma pyrrhogaster (Bailey & Etnier, 1988)
  - Etheostoma radiosum (Hubbs & Black, 1941)
  - Etheostoma rafinesquei (Burr & Page, 1982)
  - Etheostoma ramseyi (Suttkus & Bailey, 1994)
  - Etheostoma raneyi (Suttkus & Bart, 1994)
  - Etheostoma rubrum (Raney & Suttkus, 1966)
  - Etheostoma rufilineatum (Cope, 1870)
  - Etheostoma rupestre (Gilbert & Swain, 1887)
  - Etheostoma sagitta (Jordan & Swain, 1883)
  - Etheostoma saludae (Hubbs & Cannon, 1935)
  - Etheostoma sanguifluum (Cope, 1870)
  - Etheostoma scotti (Bauer, Etnier & Burkhead, 1995)
  - Etheostoma segrex (Norris & Minckley, 1997)
  - Etheostoma sellare (Radcliffe & Welsh, 1913)
  - Etheostoma sequatchiense (Burr, 1979)
  - Etheostoma serrifer (Hubbs & Cannon, 1935)
  - Etheostoma simoterum (Cope, 1868)
  - Etheostoma smithi (Page & Braasch, 1976)
  - Etheostoma spectabile (Agassiz, 1854)
  - Etheostoma squamiceps (Jordan, 1877)
  - Etheostoma stigmaeum (Jordan, 1877)
  - Etheostoma striatulum (Page & Braasch, 1977)
  - Etheostoma susanae (Jordan & Swain, 1883)
  - Etheostoma swaini (Jordan, 1884)
  - Etheostoma swannanoa (Jordan & Evermann, 1889)
  - Etheostoma tallapoosae (Suttkus & Etnier, 1991)
  - Etheostoma tecumsehi (Ceas & Page, 1997)
  - Etheostoma tetrazonum (Hubbs & Black, 1940)
  - Etheostoma thalassinum (Jordan & Brayton, 1878)
  - Etheostoma tippecanoe (Jordan & Evermann, 1890)
  - Etheostoma trisella (Bailey & Richards, 1963)
  - Etheostoma tuscumbia (Gilbert & Swain, 1887)
  - Etheostoma uniporum (Distler, 1968)
  - Etheostoma variatum (Kirtland, 1838)
  - Etheostoma virgatum (Jordan, 1880)
  - Etheostoma vitreum (Cope, 1870)
  - Etheostoma vulneratum (Cope, 1870)
  - Etheostoma wapiti (Etnier & Williams, 1989)
  - Etheostoma whipplei (Girard, 1859)
  - Etheostoma zonale (Cope, 1868)
  - Etheostoma zonifer (Hubbs & Cannon, 1935)
  - Etheostoma zonistium (Bailey & Etnier, 1988)
- Gènere Gymnocephalus[15]
  - Gymnocephalus acerinus (Güldenstädt, 1774)
  - Gymnocephalus baloni (Holcík & Hensel, 1974)
  - Gymnocephalus cernuus (Linnaeus, 1758)
  - Gymnocephalus schraetser (Linnaeus, 1758)
- Gènere Perca[16]
  - Perca flavescens (Mitchill, 1814)
  - Perca fluviatilis (Linnaeus, 1758)
  - Perca schrenkii (Kessler, 1874)
- Gènere Percarina[17]
  - Percarina demidoffii (Nordmann, 1840)[18]
  - Percarina maeotica (Kuznetsov, 1888)[19]
- Gènere Percina[20]
  - Percina antesella (Williams i Etnier, 1977)[21]
  - Percina aurantiaca (Cope, 1868)[22]
  - Percina aurolineata (Suttkus i Ramsey, 1967)[23]
  - Percina aurora (Suttkus i Thompson a Suttkus, Thompson i Bart, 1994)[24]
  - Percina austroperca (Thompson, 1995)[25]
  - Percina brevicauda (Suttkus i Bart a Suttkus, Thompson i Bart, 1994)[24]
  - Percina burtoni (Fowler, 1945)[26]
  - Percina caprodes (Rafinesque, 1818)[27]
  - Percina carbonaria (Baird i Girard, 1853)[28]
  - Percina copelandi (Jordan, 1877)[29]
  - Percina crassa (Jordan i Brayton, 1878)[30]
  - Percina cymatotaenia (Gilbert i Meek a Gilbert, 1887)[31]
  - Percina evides (Jordan i Copeland a Jordan, 1877)[32]
  - Percina gymnocephala (Beckham, 1980)[33]
  - Percina jenkinsi (Thompson, 1985)
  - Percina kathae (Thompson, 1997)
  - Percina lenticula (Richards i Knapp, 1964)
  - Percina macrocephala (Cope, 1867)
  - Percina macrolepida (Stevenson, 1971)
  - Percina maculata (Girard, 1859)
  - Percina nasuta (Bailey, 1941)
  - Percina nigrofasciata (Agassiz, 1854)
  - Percina notogramma (Raney i Hubbs, 1948)
  - Percina oxyrhynchus (Hubbs i Raney, 1939)
  - Percina palmaris (Bailey, 1940)
  - Percina pantherina (Moore i Reeves, 1955)
  - Percina peltata (Stauffer a Cope, 1864)
  - Percina phoxocephala (Nelson, 1876)
  - Percina rex (Jordan i Evermann a Jordan, 1889)
  - Percina roanoka (Jordan i Jenkins a Jordan, 1889)
  - Percina sciera (Swain, 1883)
  - Percina shumardi (Girard, 1859)
  - Percina squamata (Gilbert i Swain a Gilbert, 1887)
  - Percina stictogaster (Burr i Page, 1993)
  - Percina suttkusi (Thompson, 1997)
  - Percina tanasi (Etnier, 1976)
  - Percina uranidea (Jordan i Gilbert a Gilbert, 1887)
  - Percina vigil (Hay, 1882)
- Gènere Romanichthys[34]
  - Romanichthys valsanicola (Dumitrescu, Banarescu & Stoica, 1957)[35]
- Gènere Sander[36]
  - Sander canadensis (Griffith & Smith, 1834)[37]
  - Sander lucioperca (Linnaeus, 1758)[38]
  - Sander marinus (Cuvier, 1828)[39]
  - Sander vitreus (Mitchill, 1818)[40]
  - Sander volgensis (Gmelin, 1789)[41]
- Gènere Zingel[42]
  - Zingel asper (Linnaeus, 1758)[38]
  - Zingel balcanicus (Karaman, 1937)[43]
  - Zingel streber (Siebold, 1863)[44]
  - Zingel zingel (Linnaeus, 1766)[45][46][47][48][49][50][51]